# Pisarówka
Pisarówka (ukr. Писарівка, Pysariwka) – wieś na Ukrainie, w obwodzie tarnopolskim, w rejonie tarnopolskim. W 2001 roku liczyła 98 mieszkańców.
Do 2020 w rejonie brzeżańskim.